# 宗優子
宗 優子（そう ゆうこ、生年月日不詳 - ）は、日本の霊能力者、作家、タレント。ホラーコミック誌『サスペリア』で心霊写真の鑑定を担当し、有名となった。

## 来歴
出身は神奈川県横浜市。テレビにも多く出演しておりTBSの『ここがヘンだよ日本人』、『ベストタイム』などで、心霊スペシャリストとして活躍している。高野山修行の故大叔母・妙海は、関西でも屈指の能力者であり、自身が心霊写真鑑定を務めた作品に『真霊写真ビデオ3』（東映ビデオ）がある。宗優子は現在もテレビにタレントとして出演している。